# Юшено
Юшено — деревня в Торопецком районе Тверской области в Плоскошском сельском поселении.

## География
Расположена примерно в 1 километре к северо-западу от села Плоскошь на реке Серёжа.

## Население
| 2010 |
| ---- |
| 28   |

Население по переписи 2002 года — 26 человек.